# Zschorlau
Zschorlau település Németországban, azon belül Szászország tartományban. Lakosainak száma 5110 fő (2023. december 31.). Zschorlau Schneeberg és Aue-Bad Schlema községekkel határos.

## Népesség
A település népességének változása:
| Lakosok száma | 5342 | 5284 | 5164 | 5166 | 5110 |
|               | 2017 | 2019 | 2021 | 2022 | 2023 |